# Rob Kardashian
Robert Arthur „Rob“ Kardashian (* 17. März 1987 in Los Angeles) ist eine US-amerikanische TV-Persönlichkeit. Er ist bekannt für seine Auftritte in der Reality-Fernsehserie Keeping Up with the Kardashians, die sich um seine Familie dreht. 2011 nahm er an der dreizehnten Staffel von ABCs Dancing with the Stars teil, in der er den zweiten Platz belegte.

## Leben
Rob Kardashian wurde 1987 Los Angeles als Sohn von Robert Kardashian und seiner Frau Kris Jenner geboren. Er hat drei ältere Schwestern: Kourtney Kardashian, Kim Kardashian und Khloé Kardashian. Seine Eltern ließen sich 1991 scheiden und seine Mutter heiratete den Olympia-Zehnkämpfer Jenner im selben Jahr. Durch die Ehe bekam Rob Kardashian die vier Stiefgeschwister Burt, Brandon, Brody und Casey sowie später die beiden Halbschwestern Kendall Jenner und Kylie Jenner. Sein Vater, Robert Kardashian, starb im September 2003 an Speiseröhrenkrebs.
2007 bis 2013 war er für acht Staffeln einer der Hauptdarsteller in Keeping Up with the Kardashians. Bis zum Ende der Serie 2021 hatte er weiterhin sporadisch Auftritte.
Kardashian machte 2009 einen Abschluss an der University of Southern California School of Business.
Im Dezember 2015, und erneut 2016, wurde er hospitalisiert, nachdem er mit Diabetes diagnostiziert wurde. 
Im Januar 2016 begann Kardashian eine Beziehung mit dem Model Blac Chyna. Im April 2016 gaben sie ihre Verlobung bekannt. Am 10. November 2016 wurde ihre Tochter Dream Kardashian geboren. Ein Jahr später gab Rob Kardashian bekannt, dass Blac Chyna und er sich getrennt hätten. Über ihre Beziehung wurde 2016 die Realityserie Rob & Chyna gedreht.